# Де Местер, Теодор
Теодор Херман «Тео» де Местер (нидерл. Theodoor Herman "Theo" de Meester; 16 декабря 1851, Хардервейк, Нидерланды — 27 декабря 1919, Гаага, Нидерланды) — нидерландский государственный деятель, председатель Совета Министров Нидерландов (1905—1908).

## Биография
Родился в семье голландского политика, члена Палаты представителей от округа Зволле.
После получения высшего юридического образования в Утрехтском университете на протяжении нескольких лет работал муниципальным советником в Зволле.
- 1885—1892 гг. — муниципальный секретарь в Гронингене,
- 1892—1898 гг. — генеральный казначей министерства финансов,
- 1898—1905 гг. — вице-президент Совета Голландской Ост-Индии. Проявил себя как сторонник предоставления большей финансовой независимости Ост-Индии.

Являлся членом партии Либеральный союз.
С 1905 по 1908 гг. — председатель Совета Министров Нидерландов, одновременно занимал пост министра финансов. Кабинет не имел большинства ни в одной из двух палат парламента и он получил названия «фарфорового кабинета». Также в его состав отказались войти большинство видных либералов того времени. Из планов проведения радикальной налоговой реформы было реализовано только предложение об отмене десятипроцентной пошлины. Правительство впервые подало в отставку в декабре 1906 г., когда сенат отклонил оборонный бюджет на 1907 г., не согласившись с идеей об упразднении так называемой постоянной части ополчения с артиллерией и кавалерией. Эта отставка была отклонена королевой Вильгельминой, однако в декабре 1907 г., после того как парламент Нидерландов не одобрил оборонный бюджет на 1908 г., кабинет ушел в отставку, временно оставаясь в должности до февраля 1908 г.
В 1908—1910 гг. — член городского совета Гааги, с 1910—1917 гг. — член Второй палаты Генеральных штатов Нидерландов, с 1917 г. до конца жизни — член Государственного совета.
Также являлся политическим редактором Het Vaderland (1912—1914) и председателем пенсионных советов для гражданских и военных гражданских служащих. Возглавлял государственную комиссию, созданную в 1915 г. для подготовки общего обзора законодательства о невоенном пенсионном обеспечении.